# Ernst von Wolzogen

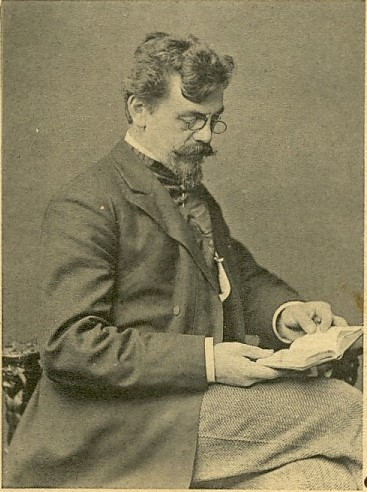
Ernst von Wolzogen en 1903

Ernst von Wolzogen (né le 23 avril 1855 à Breslau, mort le 30 juillet 1934 à Puppling) est un écrivain allemand.

## Biographie
Ernst von Wolzogen vient d'une famille de noblesse d'origine basse-autrichienne et est élevé par une gouvernante anglaise. Il étudie la littérature allemande, la philosophie et l'histoire de l'art à Strasbourg et Leipzig. Il est aussi récitateur dans le Grand-duché de Saxe-Weimar-Eisenach. En 1882, il s'installe à Berlin, où il devient éditeur et écrivain. En 1891, il fonde une maison d'édition avec Martin Greif (de) et Hermann Heiberg (de).
De 1892 à 1899, il vit à Munich, où il crée une réunion littéraire et voit Sophia Goudstikker. Il retourne à Berlin et fonde Überbrettl, le premier cabaret allemand. Il doit délaisser ce projet en 1902 à cause de difficultés économiques et déménage en 1905 à Darmstadt. Après une autre tentative d'établir une scène de théâtre à Berlin, il s'installe en Bavière en 1918.
Adversaire de la république de Weimar, il écrit des satires antidémocratiques. En novembre 1932, il publie chez Völkischer Beobachter un opuscule en soutien à Adolf Hitler.
Ernst von Wolzogen épouse en 1902 la chanteuse Elsa Laura Seemann von Mangern (de). Il est le père du producteur Hans von Wolzogen (de) et grand-père du réalisateur Wolfgang Becker.